# St. Michael im Lungau
St. Michael im Lungau est une commune (Marktgemeinde) autrichienne du district de Tamsweg dans le Land de Salzbourg.

## Géographie

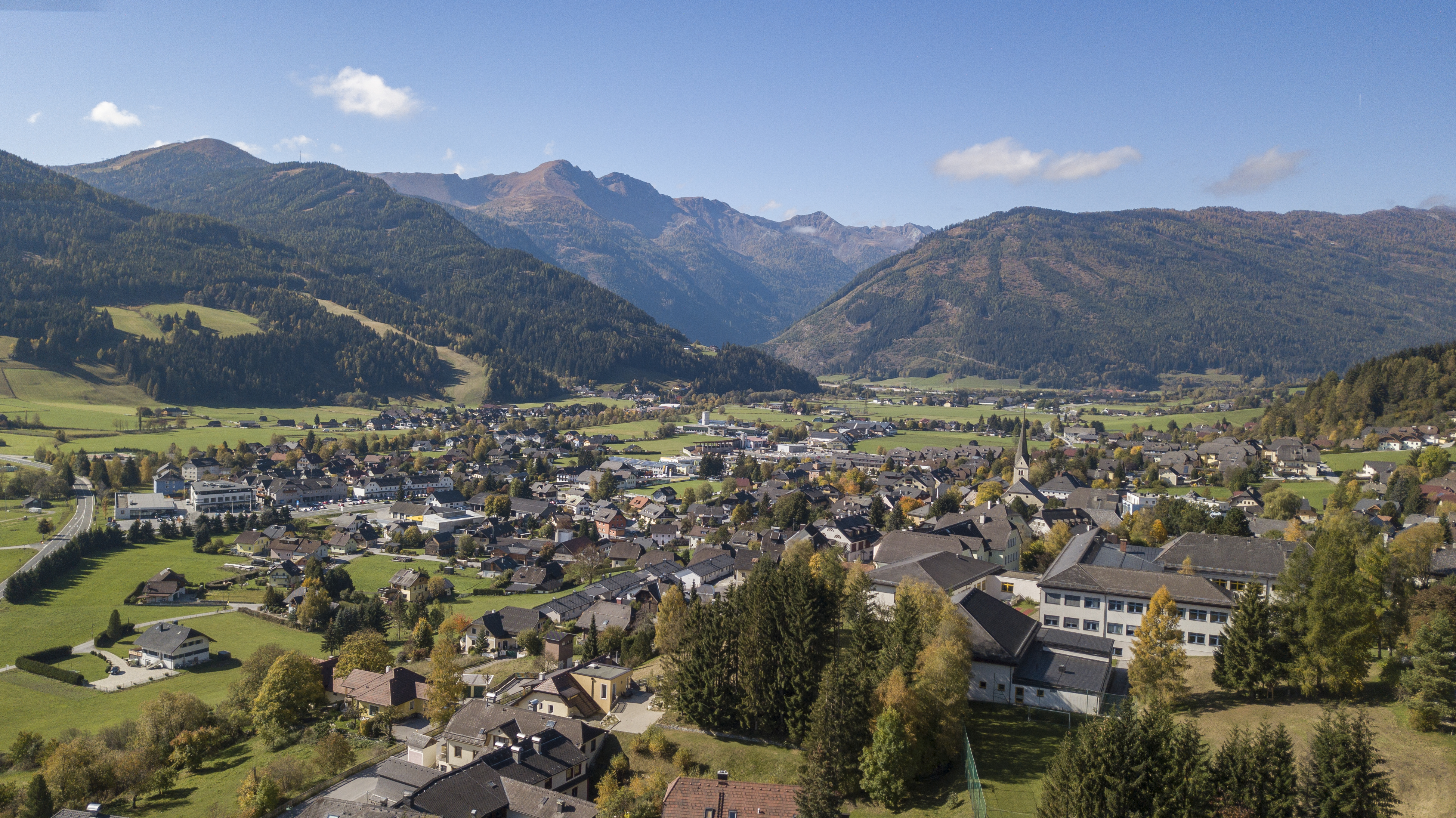
Vue sur la vallée de la Mur.

La commune se situe sur la rivière Mur au pied des Niedere Tauern, au nord du col de Katschberg qui forme la frontière avec le Land de Carinthie.
St. Michael se trouve près de l'autoroute autrichienne A10 (Tauern Autobahn) reliant Salzbourg et Villach, partie de la route européenne 55, avec un poste de péage.

## Histoire
La paroisse de Saint-Michel est nommé pour la première fois en 1147. Pendant des siècles, la région historique du Lungau faisait partie de l'archevêché de Salzbourg.

## Jumelages
La commune de St. Michael est jumelée avec :
- Bad Leonfelden (Autriche) depuis 2000

## Personnalités
- Dagobert Peche (1887–1923), artiste et designer métallurgiste.